# NGC 6077
NGC 6077 est une vaste galaxie elliptique située dans la constellation de la Couronne boréale. Sa vitesse par rapport au fond diffus cosmologique est de 9 637 ± 6 km/s, ce qui correspond à une distance de Hubble de 142 ± 10 Mpc (∼463 millions d'al). NGC 6077 a été découverte par l'astronome allemand Albert Marth en 1864.
À ce jour, une mesure non basée sur le décalage vers le rouge (redshift) donne une distance d'environ 118,000 Mpc (∼385 millions d'al). Cette valeur est à l'extérieur des valeurs de la distance de Hubble. Notons que c'est avec la valeur moyenne des mesures indépendantes, lorsqu'elles existent, que la base de données NASA/IPAC calcule le diamètre d'une galaxie et qu'en conséquence le diamètre de NGC 6077 pourrait être d'environ 57,9 kpc (∼189 000 al) si on utilisait la distance de Hubble pour le calculer.
Selon la base de données Simbad, NGC 6077 est une galaxie LINER, c'est-à-dire une galaxie dont le noyau présente un spectre d'émission caractérisé par de larges raies d'atomes faiblement ionisés.

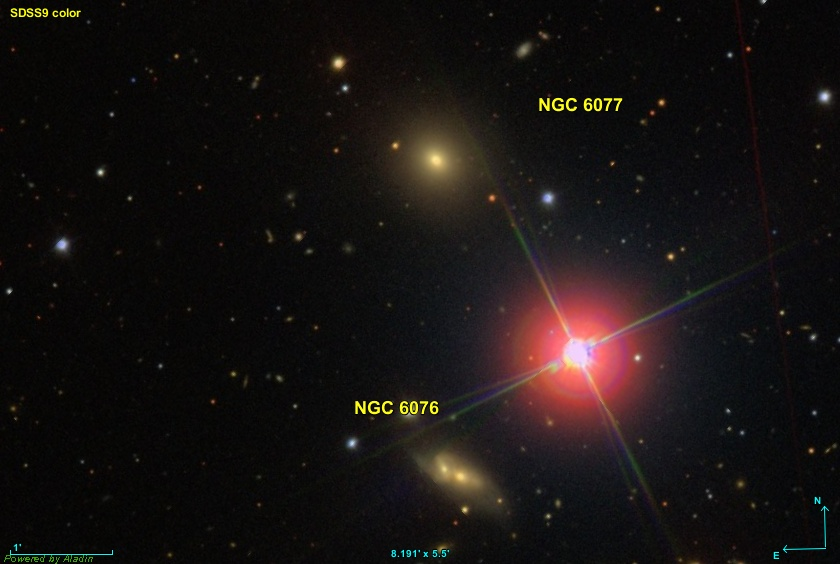
L'étoile située près de NGC 6076 et NGC 6077 est SAO 84233.